# Vosselaar
Vosselaar este o comună din regiunea Flandra din Belgia. Suprafața totală a comunei este de 11,85 km². La 1 ianuarie 2008 comuna avea 10.250 locuitori. 
Vosselaar se învecinează cu comunele Beerse, Turnhout, Lille și Kasterlee.
1. ↑  college burgemeester en schepenen (în neerlandeză), accesat în 10 mai 2021